# 5-й проезд Марьиной Рощи
5-й прое́зд Ма́рьиной Ро́щи — улица на севере Москвы в районе Марьина Роща Северо-Восточного административного округа к северу от улицы Сущёвский Вал.

## Расположение
Идёт параллельно 6-му проезду Марьиной Рощи на севере и 4-му проезду Марьиной Рощи на юге. Имеет длину около 1 километра. Начинается от 4-й улицы Марьиной Рощи, пересекает 3-ю улицу Марьиной Рощи и 2-ю улицу Марьиной Рощи, Шереметьевскую и Октябрьскую улицы и заканчивается у пересечения с 1-м Стрелецким переулком, после которого переходит в Полковую улицу.

## Название
Получил название в 1880-х годах во время застройки этой местности по располагавшейся здесь до этого Марьиной роще и находившейся поблизости деревни Марьино. До 1929 года назывался Левым и Правым 5-ми проездами Марьиной Рощи до железной дороги.

## Учреждения и организации
- Дом 15а — Международная академия бизнеса и управления, Институт иностранных языков при академии;
- Дом 3/7 — Институт социально-экономического развития (ИСЭР).